# DNS-polimeráz ζ
A DNS-polimeráz ζ, röviden Pol ζ a B-család két alegységből álló polimeráza. Alegységei a katalitikus REV3L és a transzléziós szintézisben szerepet játszó REV7. A Pol ζ-nak nincs 3’–5’-exonukleáz-aktivitása, és különlegességét az adja, hogy a primereket meg tudja hosszabbítani a terminális hibákkal. A REV1-nek három érdekes régiója van: a BRCT-, az ubikvitinkötő és a C-terminális domén, és dCMP-transzferáz-képességgel rendelkezik, ami képes a dezoxicitidinnel szembeni léziókhoz is tud hozzátenni nukleotidokat, amik megállítanák a Pol δ-t és a Pol ε-t. Ezek a megakadó polimerázok aktiválják az ubikvitinkomplexeket, amik disszociálják a replikációs polimerázokat, és a Pol ζ-t és a REV1-et asszociálják. A Pol ζ és a Rev1 hozzáteszik a dezoxicitidint és a Pol ζ a lézión túl megy. Egy ismeretlen folyamat szerint a Pol ζ disszociál, a replikációs polimerázok újra asszociálnak, és folytatják a replikációt. A Pol ζ és a Rev1 nem szükségesek a replikációhoz, de a REV3 gén elvesztése az élesztőben a DNS-t károsító ágensekre való megnövekedett érzékenységhez vezethet a replikációs villák összeomlása miatt, ahol a replikációs polimerázok megakadtak.

## Szerkezet
A DNS-polimeráz ζ két részből áll, ezek a mintegy 350 kDa-os REV3L és a REV7. Bár a REV3L önmagában C-terminális DNS-polimeráz-alegysége révén képes a DNS-polimerizációra, a REV7-tel való asszociációja összefügg a stabilizációjával.

## Működés

### Transzléziós szintézis
A DNS-polimeráz ζ az acetilaminofluorén–dG adduktumok transzléziós szintézisében szerepet játszik, ezt a REV1 fehérje stimulálja. Bár a REV1 szükséges a Pol ζ-mutagenezishez, szerepe nem teljesen ismert.
A T–T(6–4) UV-fototermékek transzléziós szintéziséhez a DNS-polimeráz ζ és a REV1 polimerázkötő doménje vagy az ubikvitinált PCNA szükséges, míg a DNS-polimeráz η nem okoz észlelhető hatást. A DNS-polimeráz ζ szükséges a 6–4PP transzléziós szintézissel történő áthidalására. Bár a REV3-zavar nem csökkentette jelentősen a plazmidok replikációs hatékonyságát, az xpa rev3-sejtekben azonban a transzléziós szintézis jelentősen csökkent – Szüts et al. 2008-as tanulmányukban a 133-ból 1 hibára hajlamos replikációs kísérletről számoltak be pQTs esetén, pQTo esetén viszont majdnem teljes transzléziósszintézis-hiányt találtak, aminek oka a REV3 hiányában történő hibás templátelrendezés. Mivel az xpa polh sejtek transzfekció után alacsonyabb túlélési arányt mutattak a többi sejtvonalnál, és a pQTs-t képesek voltak a vad típushoz hasonló hatékonysággal replikálni, a DNS-polimeráz η nem járult jelentősen a transzléziós szintézishez.
A normális emlőssejt-proliferációhoz szükséges a DNS-polimeráz ζ – Lange et al. 2012-ben a DNS-polimeráz ζ embriogenezisben betöltött szerepéről, 2013-ban a be nem sugárzott DNS-polimeráz ζ-hiányos keratinocitákban is hibás proliferációról és megnövekedett kromoszómatörés-mennyiségről számoltak be.

## Klinikai jelentőség

### REV1
A REV1 a DNS-polimeráz ζ-t represszálja a kerethűség biztosításához az UV-fototermékek transzléziós szintézisekor. A Pol ζ-t és a Rev1-et a PCNA-ubikvitinációtól függetlenül aktiválja az UV-sugárzás mutáns DNS-polimeráz δ esetén.

### REV3L
A REV3L deléciója embrionálisan letális, túlexpressziója növeli a spontán mutációk gyakoriságát. A REV3L szükséges a közös törékeny hely hatékony replikációjára a G2 fázis során, és a Rev3-knockoutokban előforduló törékenyhely-instabilitás összefügghet az embrionális fejlődés során bekövetkező sejthalállal.
Ismert a REV3 magi DNS-mutációk gyakoriságának befolyásolása nélkül a mitokondriális DNS mutációinak gyakoriságát csökkentő izoformája. A DNS-polimeráz γ mutációja okozta megnövekedett mitokondriális mutációs készséget ez csökkenteni tudja a magi növelése nélkül.

### Bőrrák
A hibás nukleotideltávolításos útvonalú vagy DNS-polimeráz η-jú állatok hajlamosabbak az UV-sugárzás okozta bőrrákra. Ennek fő oka a fontos irányítógének pontmutációinak felhalmozódása. Feltehetően az UV-indukált mutagenezis szupressziója a bőrrákokban csökkentheti a polζ-hiányos epidermisz tumorigenezisét. Azonban a kromoszómaátrendeződések gyakoribbak a Rev3L-delécióval rendelkező sejtekben, ami viszont megnövelheti a tumorigenezist. A keratin 5-expresszáló epitéliumban Rev3L-hiányos egerekben hámszöveti eltéréseket mutattak ki, például vékonyabb szőrt vagy kisebb fajlagos sejtszámot.
A DNS-polimeráz ζ-hiányos állatokban az idő előrehaladtával jelentősen nő a bőrrák valószínűsége – például UVB-sugárzásnak kitett hámszövetben jelentősen megnő az epitél hibák száma a nem megfelelő bőr- és szőrtüsző-regeneráció miatt. Ezenkívül ez jelentősen megnöveli az eritéma, az ödéma és a gyulladásos sejtinfiltráció súlyosságát és időtartamát, valamint a fekélyesedést. 5 nappal 1800 J/m2 UV-sugárzás után egyes helyeken sejtproliferáció-mentes epidermiszvastagodás, másutt epidermiszvesztés figyelhető meg, megint másutt kis epidermális proliferációs helyekkel, magasabb intenzitású sugárzás gyorsabb, súlyosabb epidermiszvesztést okoz. Az epidermiszvesztés nagyrészt nem apoptotikus, de kis mértékben megtalálható kaszpáz-3-festéssel apoptotikus epidermiszvesztés is. REV3L-hiány esetén jelentős epidermális pigmentáció alakul ki. A kromoszómákban kialakuló törésekkel és résekkel összefüggúen a REV3L-et nem expresszáló keratinociták kétszer annyi DNS-kettősszál-törést mutattak a kontrollcsoportnál, ezt a p53-kötő fehérje 1 (53BP1) és a foszfo-H2A.x hiszton jelenlétének növekedése mutatja a kontrollcsoporthoz képest.
A DNS-polimeráz-hiba UV-terhelés nélkül is jelentkezik – ez nagyobb p53- és feltehetően nagyobb γ-H2AX-szintet okoz.